# Jamal Cain
Jamal Cain (Pontiac, 20 de março de 1999) é um jogador norte-americano de basquete profissional que atualmente joga no Miami Heat da National Basketball Association (NBA) e no Sioux Falls Skyforce da G-League.
Ele jogou basquete universitário pela Universidade Marquette e pela Oakland University.

## Carreira no ensino médio
Cain frequentou a Academy for Business and Technology em Melvindale, Michigan, antes de se transferir para a Cornerston Health and Technology em Detroit, Michigan. Em sua última temporada, Cain foi classificado como o segundo melhor jogador de Michigan pelo Detroit Free Press. Ele foi nomeado finalista do Mr. Basketball de Michigan. Cain era um dos principais recrutas e se comprometeu com a Universidade Marquette.

## Carreira universitária
Cain frequentou a Universidade Marquette em seus primeiros quatro anos. Em sua última temporada, ele teve médias de 9,6 pontos e 6,3 rebotes. Em sua última temporada de elegibilidade, Cain foi transferido para a Oakland University e teve médias de 19,9 pontos, 10,2 rebotes e 1,8 roubos de bola. Ele foi nomeado o Co-Jogador do Ano da Horizon League.

## Carreira profissional

### Miami Heat (2022–Presente)
Depois de não ser selecionado no draft da NBA de 2022, Cain assinou um contrato para jogar a Summer League com o Miami Heat. Em 15 de julho, ele assinou um contrato com o Heat. Em 9 de outubro de 2022, o contrato de Cain foi convertido em um contrato de mão dupla, permitindo-lhe jogar com o Heat e sua afiliada da G-League, Sioux Falls Skyforce.
Em 12 de novembro de 2022, Cain fez sua estreia na NBA em uma vitória por 132-115 sobre o Charlotte Hornets. Cain chegou às Finais da NBA de 2023, onde o Heat acabou perdendo em 5 jogos para o Denver Nuggets.
Em 11 de agosto de 2023, Cain assinou outro contrato de duas vias com o Heat.

## Estatísticas da carreira

### NBA

#### Temporada regular
| Ano      | Equipe   | PJ | PT | MPJ  | AP   | 3P   | LL   | RT  | AS | BR | TO | PPJ |
| -------- | -------- | -- | -- | ---- | ---- | ---- | ---- | --- | -- | -- | -- | --- |
| 2022–23  | Miami    | 18 | 0  | 13.3 | .561 | .350 | .773 | 2.9 | .7 | .6 | .1 | 5.4 |
| 2023–24  | Miami    | 26 | 1  | 10.0 | .430 | .355 | .783 | 1.4 | .4 | .4 | .2 | 3.7 |
| Carreira | Carreira | 44 | 1  | 11.6 | .495 | .352 | .778 | 2.1 | .5 | .5 | .1 | 4.5 |

### Universitário
| Ano      | Equipe    | PJ  | PT | MPJ  | AP   | 3P   | LL   | RT   | AS  | BR  | TO | PPJ  |
| -------- | --------- | --- | -- | ---- | ---- | ---- | ---- | ---- | --- | --- | -- | ---- |
| 2017-18  | Marquette | 34  | 1  | 17.2 | .484 | .473 | .478 | 3.4  | .6  | .8  | .4 | 4.6  |
| 2018-19  | Marquette | 29  | 3  | 8.7  | .438 | .273 | .250 | 2.1  | .2  | .4  | .2 | 1.7  |
| 2019-20  | Marquette | 30  | 1  | 18.4 | .483 | .382 | .719 | 4.2  | .8  | .6  | .4 | 5.2  |
| 2020-21  | Marquette | 27  | 26 | 29.9 | .442 | .343 | .722 | 6.3  | 1.0 | .9  | .3 | 9.6  |
| 2021-22  | Oakland   | 30  | 30 | 35.0 | .499 | .298 | .841 | 10.2 | .7  | 1.8 | .6 | 19.9 |
| Carreira | Carreira  | 150 | 61 | 21.8 | .469 | .353 | .602 | 5.2  | .6  | .9  | .3 | 8.2  |